# Каталонский осёл

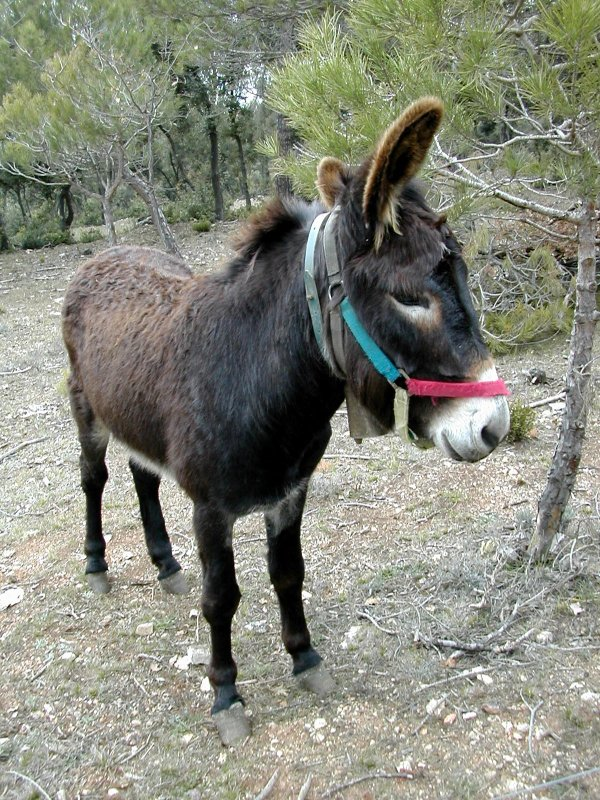
Каталонский осёл

Каталонский осёл (Equus asinus var. catalana) — вымирающая порода ослов в Каталонии (Испании). В настоящее время каталонские ослы обитают главным образом в северной Испании, в провинции Барселона, затем в местностях Олот и Пучсерда.
Порода была выведена в раннем Средневековье и быстро стала популярной благодаря особой выносливости и силе животных. В период наиболее мощного развития индустрии в США (XVIII—XIX век) американцы специально закупали каталонских ослов для использования тех на железнодорожных стройках и рудниках. С началом всемирной индустриализации в XX веке рабочие животные были постепенно заменены техникой, спрос на каталонских ослов резко упал. Из 50 000 ослов в настоящее время остались лишь около 400 особей, из них почти 100 — за пределами Каталонии. Средняя цена за одного осла составляет в данный момент 6000 евро.

## Анатомия
Каталонский осёл — самый крупный и рослый из всех разновидностей. Особи этой породы достигают до 1,65 м в высоту и обладают довольно длинными и тонкими конечностями. Волосяной покров тёмного цвета с тонкими короткими волосками; в районе живота, вокруг глаз и морды шерсть светло-серая. Зимой волоски более длинные и тёмно-коричневого цвета. Отличительной особенностью каталонского осла являются «уши-ножницы» — хорошо поставленные, никогда не падающие высокие уши.

## Неофициальный символ Каталонии

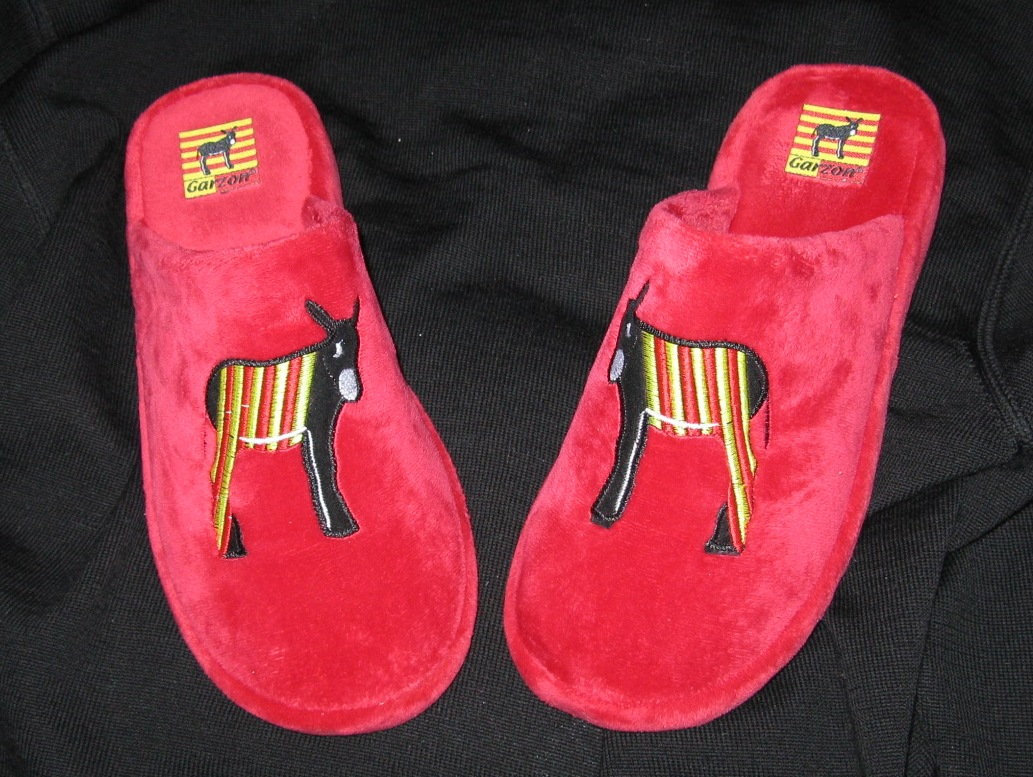
Домашние тапочки с изображением каталонского осла

Каталонский осёл (кат. El Burro Catalán или El ruc català) считается неофициальным символом Каталонии. В 1956 году для компании Grupo Osborne, производящей бренди, был разработан торговый знак в виде чёрного силуэта быка («бык Осборна»), который через некоторое время стал национальным символом Испании. Политическая борьба за независимость Каталонии от Испании привела к тому, что символом Каталонии был избран противоположный быку Осборн, олицетворяющему силу, лень и агрессивность, персонаж — каталонский осёл, символ трудолюбия, упорства и усердия.

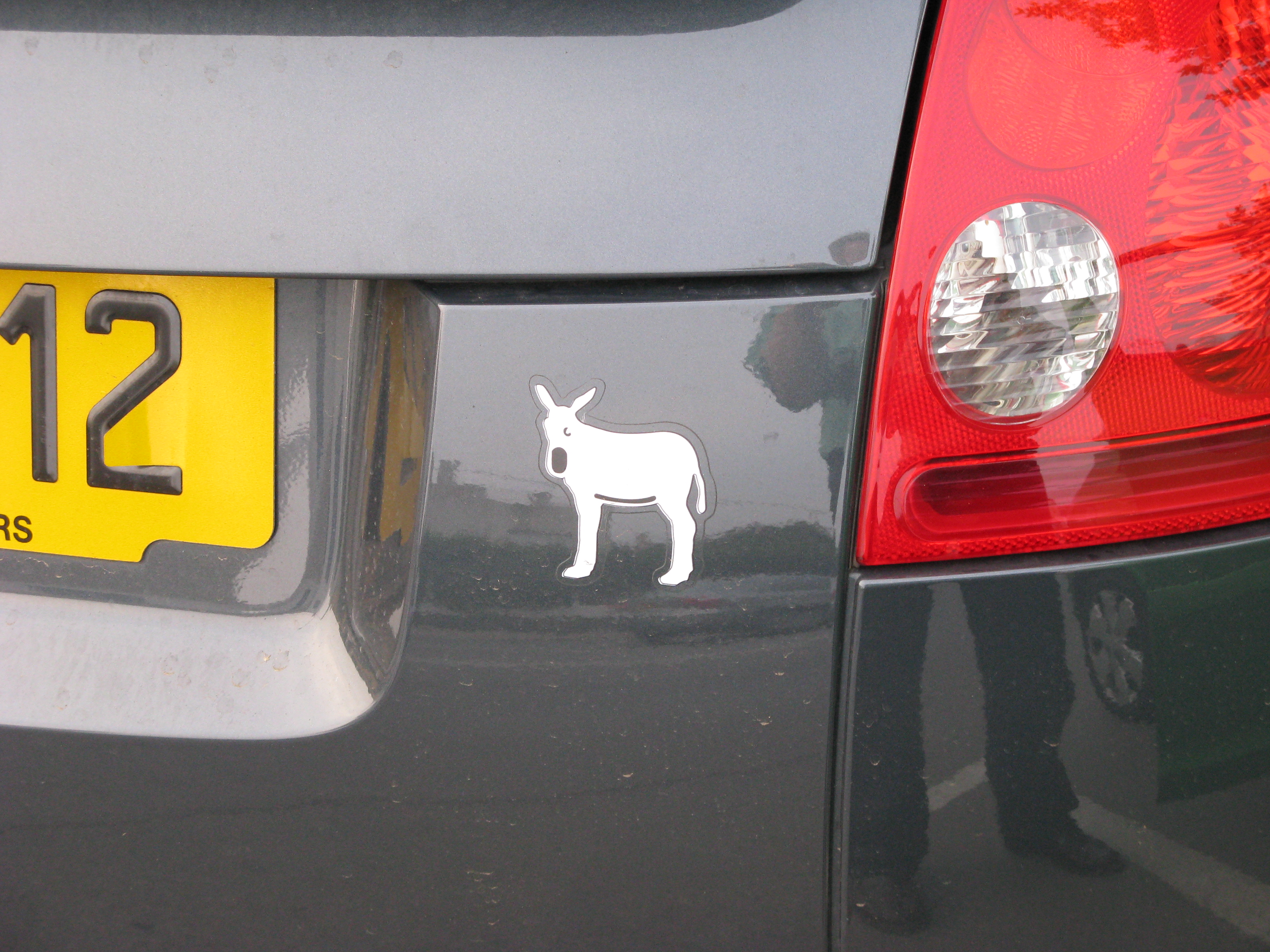
Наклейка на автомобиле

Схематичное изображение осла было впервые предложено в 2000 году графическим дизайнером Eloi Alegre из провинции Сан-Кугат-дель-Вальес. Другая, несколько изменённая версия, является работой Jaume Sala и Àlex Ferreiro, которые в 2004 году заключили договор с Алегре об использовании символа. Суд об установлении авторских прав разрешил в 2007 году равноправное использование обоих символов. Сейчас изображения каталонского осла встречаются повсюду: в виде наклеек на автомобиль, в качестве аппликации на футболках, тапочках и других предметах.
Существуют также подобные символы из других регионов Испании: Баскская овца и Галисийская корова.